# Edmond Rochefort
Claude-Louis-Marie de Rochefort-Luçay, dit Edmond Rochefort (Évaux-les-Bains, 14 juillet 1790 - Paris 12e, 13 avril 1871), est un écrivain, dramaturge vaudevilliste et auteur de chansons françaises. La pièce où il eut le plus de succès est Jocko, créée au théâtre de la Porte Saint Martin à Paris le 16 mars 1825.
Il est l'auteur d'un ouvrage, Mémoires d'un vaudevilliste, dans lequel il raconte ses péripéties à La Réunion et les relations littéraires qu'il eut avec quelques auteurs de son temps. Il fut en 1819 secrétaire particulier de Monsieur Millius, gouverneur de l'Île de la Réunion. Mais n'ayant pas la formation nécessaire, il revient en France en 1822 pour se marier avec Marie-Nicole Morel. Il est aussi l'auteur d'un rapport « sur l'Île de Bourbon et de Madagascar » qui fut remis au Ministre de la Marine et dont l'original est aux Archives nationales d'outre-mer à Aix-en-Provence. Il y fait des recommandations de gouvernement de ces îles qui ont bien fait rire le ministère.
Il eut quatre enfants : Caroline, Palmyre, Émilie et le fameux Henri. Caroline, douée pour la peinture, faisait vivre la famille en réalisant de nombreuses copies pour l'État (sources : archives familiales). Il mourut dans la misère la plus absolue dans une congrégation religieuse de la rue du Faubourg Saint Antoine (fille de la Charité de Nevers).
Auteur très prolifique, il a écrit sous plusieurs pseudonymes : Armand de Rochefort, Edmond Rochefort, Rochefort.
Rochefort-Luçay était le père du célèbre journaliste et polémiste Henri Rochefort. La plupart des biographes lui attribue un titre de marquis néanmoins il s'agit d'un titre de courtoisie porté dans sa famille qui est une branche, fixée en Berry (à Luçay) au XVIe siècle, de la famille de Rochefort qui appartenait à la noblesse de Franche-Comté et dont la filiation remonte à Guy de Rochefort, trouvé en 1369. Cette branche dite « marquis et comte de Rochefort » aurait dérogé.

## Œuvres
- Liste des œuvres sur le catalogue de la BnF